# Georg Geist (Politiker, 1895)
Georg Geist (* 1. Dezember 1895 in Rauscha, Landkreis Görlitz (Schlesien); † 28. Juni 1974 in Ruit) war ein deutscher Politiker der SPD und von 1946 bis 1966 Landrat des Landkreises Esslingen.

## Leben
Georg Geist war der Sohn eines Bezirksschornsteinfegermeisters. Er besuchte die Volksschule in Rauscha und von 1910 bis 1914 das Seminar Reichenbach. Von 1914 bis 1918 nahm er als Soldat am Ersten Weltkrieg teil, zuletzt als Unteroffizier. Im Anschluss absolvierte er einen Lehrerbildungskurs in Liegnitz und legte dort die Lehrerprüfung ab. Nach einem Volontariat bei der Dresdner Bank arbeitete er von 1920 bis 1923 als Lehrer in Neusalz an der Oder. Von 1923 bis 1926 studierte er Philosophie, Rechtswissenschaft, Wirtschaftswissenschaft, Staatswissenschaft und Sozialwissenschaft an den Universitäten in Berlin und Köln. 1926 legte er an der Kölner Universität die Prüfung als Diplom-Kommunalbeamter ab, 1927 die Prüfung zum Diplom-Volkswirt.
Geist trat 1919 in die SPD ein und war ab 1926 Bürgermeister der Stadt Finsterwalde. Nach der Machtübernahme der Nationalsozialisten wurde er im August 1933 aufgrund § 4 des Gesetzes zur Wiederherstellung des Berufsbeamtentums aus dem Dienst entlassen und anschließend im KZ Sonnenburg inhaftiert. Nach der Entlassung aus der Haft wurde er aus dem Kreis Luckau ausgewiesen und unter Aufsicht der Gestapo gestellt. Von 1934 bis 1936 arbeitete Geist als Generalvertreter für das Versicherungsgewerbe in Warmbrunn, von 1936 bis 1941 als Verwaltungsrevisor der Rheinische Kaufhalle AG in Köln (dort zeitweise auch Geschäftsführer einer Filiale), von 1941 bis 1942 als Geschäftsführer des Tiefbauunternehmens Otto Trebitz in Berlin und von 1942 bis 1945 als Prokurist bei der Schlesische Zellwolle AG in Hirschberg. Im August 1944 wurde er im Zuge der „Aktion Gitter“ erneut verhaftet.
Nach dem Kriegsende wurde Geist von Mai bis Dezember 1945 kommissarisch als Landrat des Landkreises Hirschberg im Riesengebirge eingesetzt. Von Januar bis März 1946 war er Direktionsrat bei der Hauptverwaltung der Reichsbahn in Berlin. Danach zog er nach Südwestdeutschland und wurde im April 1946 Leiter der Abteilung Landwirtschaft und Ernährung im württembergischen Wirtschaftsministerium. Von Juli 1946 bis 1966 war er Landrat des Landkreises Esslingen. Daneben wirkte er von 1947 bis 1948 als Ministerialdirektor im württembergischen Verkehrsministerium. 1947 wurde Geist für die SPD in den Gemeinderat der Stadt Esslingen und in den Kreisrat des Landkreises Esslingen gewählt, trat die beiden Mandate aber aufgrund seiner Wiederwahl zum Landrat nicht an.
Geist war Mitglied des Finanzausschusses des Deutschen Landkreistages, von 1948 bis 1974 Mitglied des Vorstandes des Württembergischen Sparkassen- und Giroverbandes und Vorsitzender des Aufsichtsrates der Württembergischen Finanz-AG. Des Weiteren war er von 1952 bis 1968 Vorsitzender des Vereins Neckerhafen Plochingen und von 1954 bis 1968 Mitglied des Verwaltungsrates der Neckarhafen Plochingen GmbH.

## Ehrungen und Auszeichnungen
- 1966: Dr.-Johann-Christian-Eberle-Medaille in Gold des Württembergischen Sparkassen- und Giroverbandes